# 中国電影集団
中国電影集団（ちゅうごくでんえいしゅうだん、中: 中国电影集团公司、英: China Film Group Corporation）は、中華人民共和国の大手国営映画企業グループ。

## 概要
1999年、中国国家経済貿易委員会の許可のもとで、中国電影公司、北京電影制片廠、北京電影洗印録像技術廠、中国児童電影制片廠、中国電影器材公司、中国電影合作制片公司、華韻影視光盤公司及び電影頻道番組制作センターの統合により成立した。
2010年、上場のために中核事業を中国電影股份有限公司として分割させたが、殆どの場合にて両社は同一視される。
同グループ傘下の「電影進出口分公司」は中国大陸において、映画館上映のために海外映画を輸入する権利を独占している。また、上記の「中国電影股份有限公司」は華夏電影発行と共に、海外映画を中国大陸の映画館へ配給する権利を独占している。いわゆる「一社輸入、二社配給」体制である。

## 歴代会長
1. 童剛（中国語版）（1999年[2] - 2007年[7]）
2. 韓三平（中国語版）（2007年[7] - 2014年[7]）
3. 喇培康（中国語版）（2014年[7] - 2019年[8]）
4. 焦宏奮（2019年[8] - 2022年[9]）
5. 傅若清（中国語版）（2022年[9] - 現職）